# Emiliano Zapata, Catazajá
Emiliano Zapata är en ort i Mexiko.   Den ligger i kommunen Catazajá och delstaten Chiapas, i den sydöstra delen av landet, 800 km öster om huvudstaden Mexico City. Emiliano Zapata ligger 21 meter över havet och antalet invånare är 377.
Terrängen runt Emiliano Zapata är platt. Runt Emiliano Zapata är det ganska glesbefolkat, med 34 invånare per kvadratkilometer. Närmaste större samhälle är Catazajá, 5,0 km väster om Emiliano Zapata. Omgivningarna runt Emiliano Zapata är en mosaik av jordbruksmark och naturlig växtlighet.